# Касабермеха
Касабермеха (ісп. Casabermeja) — муніципалітет в Іспанії, у складі автономної спільноти Андалусія, у провінції Малага. Населення — 3554 особи (2010).
Муніципалітет розташований на відстані близько 400 км на південь від Мадрида, 18 км на північ від Малаги.
На території муніципалітету розташовані такі населені пункти: (дані про населення за 2010 рік)
- Арройо-Коче: 298 осіб
- Каміно-Реаль: 158 осіб
- Касабермеха: 2789 осіб
- Чапера-Мадроньяль: 57 осіб
- Моеда-Порталес: 252 особи

## Демографія
Динаміка населення (INE ):

## Галерея зображень

Розташування муніципалітету у провінції Малага
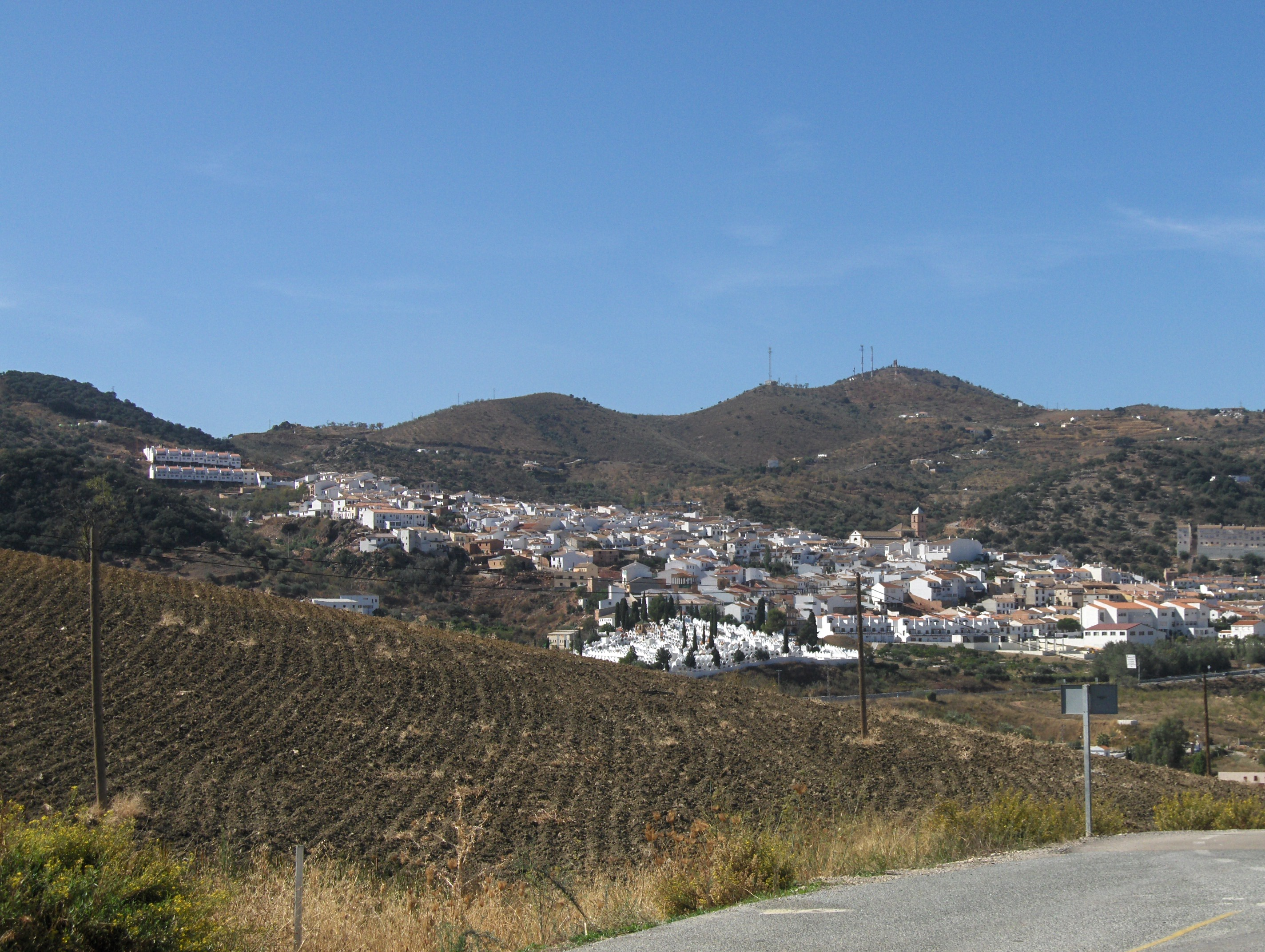
Касабермеха